# جامعه آنکولوژی و پرتوشناسی درمانی آمریکا
جامعه آنکولوژی و پرتوشناسی درمانی آمریکا (به انگلیسی: American Society for Therapeutic Radiology and Oncology) تأسیس ۱۹۵۸، معروف به آسترو (ASTRO)، بزرگترین سازمان پرتودرمانی حرفه‌ای جهان است.
این انجمن در سال ۲۰۰۹ بیش از ۱۰۰۰۰ عضو داشت و مرکز آن در ویرجینیا قرار دارد.